# Fédération royale marocaine d'athlétisme
La Fédération royale marocaine d'athlétisme regroupe l’ensemble des clubs ayant pour objet la pratique de l’athlétisme au Maroc.
Elle est affiliée à l'Association internationale des fédérations d'athlétisme (IAAF) depuis 1958, et depuis 1973, elle est membre actif de la Confédération africaine d'athlétisme (CAA) qui gère les compétitions au niveau continental.

## Anciens présidents
- Abderrahman Medkouri (1972-1977, 1981-1982, puis 1987-1992)
- Mohamed El Mediouri (- août 2000)
- Mohamed Aouzal (commission provisoire à partir d'août 2000 - décembre 2006)
- Abdeslam Ahizoune (décembre 2006 - )